# Петрівська сільська рада (Шевченківський район)
Петрі́вська сільська́ ра́да — адміністративно-територіальна одиниця та орган місцевого самоврядування в Шевченківському районі Харківської області. Адміністративний центр — село Петрівка.

## Загальні відомості
Петрівська сільська рада утворена в 1992 році.
- Територія ради: 37,24 км²
- Населення ради: 783 особи (станом на 2001 рік)

## Населені пункти
Сільській раді підпорядковані населені пункти:
- с. Петрівка
- с. Горожанівка
- с. Іванівка

## Склад ради
Рада складається з 14 депутатів та голови.
- Голова ради: Блага Ольга Євгеніївна

### Керівний склад попередніх скликань
| Прізвище, ім'я, по батькові | Основні відомості                                                               | Дата обрання | Дата звільнення |
| --------------------------- | ------------------------------------------------------------------------------- | ------------ | --------------- |
| Безніс Любов Іванівна       | Сільський голова, 1957 року народження, освіта вища                             | 26.03.2006   | 31.10.2010      |
| Безніс Любов Іванівна       | Сільський голова, 1957 року народження, освіта вища, позапартійна               | 31.10.2010   | 12.02.2013      |
| Блага Ольга Євгеніївна      | Сільський голова, 1961 року народження, освіта середня спеціальна, позапартійна | 15.12.2013   |                 |

Примітка: таблиця складена за даними сайту Верховної Ради України

### Депутати
За результатами місцевих виборів 2010 року депутатами ради стали:

#### За суб'єктами висування
| Суб'єкт висування                                       | Кількість обраних депутатів | %    |
| ------------------------------------------------------- | --------------------------- | ---- |
| Партія регіонів                                         | 6                           | 42,9 |
| Політична партія Всеукраїнське об'єднання «Батьківщина» | 3                           | 21,4 |
| Самовисування                                           | 3                           | 21,4 |
| Політична партія «Наша Україна»                         | 2                           | 14,3 |

#### За округами
| № округу                                                | Прізвище, ім'я, по батькові    | Дата визнання обраним | Освіта             | Партійна приналежність                        | Відомості про обраного депутата                                                                          |
| ------------------------------------------------------- | ------------------------------ | --------------------- | ------------------ | --------------------------------------------- | --- |
| Партія регіонів                                         |                                |                       |                    |                                               | |
| 1                                                       | Комбарова Ірина Іванівна       | 05.11.2010            | вища               | позапартійна                                  | Петрівська сільська рада, головний бухгалтер                                                             |
| 2                                                       | Попова Юлія Миколаївна         | 05.11.2010            | середня            | позапартійна                                  | тимчасово не працює                                                                                      |
| 3                                                       | Тимошевська Юлія Олексіївна    | 05.11.2010            | середня спеціальна | позапартійна                                  | ТОВ"Харківагро-2000"-, техпрацівник                                                                      |
| 4                                                       | Надьожап Наталія Іванівна      | 05.11.2010            | середня спеціальна | позапартійна                                  | Петрівська загальноосвітня школа, кухар                                                                  |
| 5                                                       | Муховата Аліна Іванівна        | 23.02.2014            | вища               | член Партії регіонів                          | Управління агропромислового розвитку Шевченківської районної державної адміністрації, головний зоотехнік |
| 10                                                      | Івченко Марія Самуілівна       | 05.11.2010            | середня            | позапартійна                                  | Петрівська загальноосвітня школа, завгосп                                                                |
| Політична партія Всеукраїнське об'єднання «Батьківщина» |                                |                       |                    |                                               | |
| 7                                                       | Власенко Тетяна Анатоліївна    | 05.11.2010            | середня            | член Всеукраїнського об'єднання «Батьківщина» | Дит.садок, вихователь                                                                                    |
| 9                                                       | Джуган Наталія Миколаївна      | 05.11.2010            | середня            | член Всеукраїнського об'єднання «Батьківщина» | тимчасово не працює                                                                                      |
| 12                                                      | Отченашко Валентина Миколаївна | 05.11.2010            | середня            | член Всеукраїнського об'єднання «Батьківщина» | тер.центр, соціальний працівник                                                                          |
| Політична партія «Наша Україна»                         |                                |                       |                    |                                               | |
| 6                                                       | Шакін Олександр Олександрович  | 05.11.2010            | середня            | член Політичної партії «Наша Україна»         | ТОВ"Харківагро-2000", робітник                                                                           |
| 8                                                       | Госедл Олена Анатоліївна       | 05.11.2010            | середня            | член Політичної партії «Наша Україна»         | ТОВ"Харківагро-2000", охоронець                                                                          |
| Самовисування                                           |                                |                       |                    |                                               | |
| 11                                                      | Шакіна Тетяна Леонідівна       | 05.11.2010            | середня            | позапартійна                                  | |
| 13                                                      | Кучугура Ольга Миколаївна      | 05.11.2010            | середня спеціальна | позапартійна                                  | ФПс. Іванівка, фельдшер                                                                                  |
| 14                                                      | Копійка Тетяна Василівна       | 09.01.2011            | середня спеціальна | позапартійна                                  | приватний підприємець                                                                                    |